# Неродимка
Неродимка је река код Урошевца, у Србији, на Косову и Метохији, позната по реткој хидрографској појави — бифуркацији.
Неродимка настаје на месту званом Састав река, спајањем Мале и Велике (Големе) реке, које извиру испод јужних падина Неродимске планине на надморској висини од 600 m. Дужина реке је 29 km, површина слива 209 m², а просечни проток 0,9 m³ у секунди. Неродимка је слаб водени ток, али је због бифуркације постала позната у свету.
Текући ка истоку Неродимка пролази кроз село Горње Неродимље настављајући даље према Урошевцу.
 Након 6–7 km од Састава река, на 2 km северозападно од града, на месту званом Балићко Пландиште, код села Балић у кориту реке подигнута је брана. Један део воде прокопаним јазом одводи се према истоку ка граду (леви крак), док остатак, под називом Стара река (десни крак), наставља да тече својим природним коритом ка југу до Качаника где се улива у Лепенац, а преко Вардара иде до Егејског мора.
Леви крак, након само 1,2 km од бране, долази до места званог Теразија где се и сам некада рачвао у два дела. Према северу се одвајао леви црноморски крак одводећи воду Неродимке у Сврчинско језеро, које се простирало северно од града, између села Сазлије и Рабовца, па је познато и под називом Сазлијско језеро али и Рабовачко блато. Није познато када је настало али је опстајало захваљујући непропустљивом земљишту, атмосферским падавинама и сталним дотицањем воде како из Неродимке тако и из Сливовке и Сазлијске реке. Некада је из језера ка северу отицала река Ситница и идући равном Косовском котлином прикупљала воду полако се претварајући у највећу реку Косовског поља. У језеру је у то време постојало острво (има доказа да је то данашње брдо Главица) које се означава као највероватнија локација Сврчина, једног од двораца Немањића у коме је цар Душан крунисан за краља 8. септембра 1331. Језеро је као водена препрека пружало заштиту дворцу од нежељених гостију, а његово постојање и значај потврђује чињеница да је било уцртано и на мапама путописаца из тог периода.. Међутим, одласком Немањића из ових крајева, њихови дворци и летњиковци бивају напуштени, а језеро препуштено дејству природних сила почиње да отиче у Ситницу остављајући за собом мочвару. Иако одвојена од матичног тока Неродимка наставља да прихвата воду дојучерашњих притока језера и да дренира остатке језерске воде оформивши корито на његовом некадашњем дну. Језеро постепено нестаје, а овај крак Неродимке продужава свој ток до села Рабовца где се улива у Ситницу. Ситница се код Косовске Митровице уливала у Ибар, а преко Западне Мораве и Дунава одлазила све до Црног мора, чинећи тако Неродимку делом Црноморског слива.
Десни, егејски крак, и данас тече од Теразије према граду, а након 800 метара, код првих градских кућа, скоро под углом од 90° нагло скреће ка југу улазећи у сам град. Донедавно овај крак Неродимке је жуборио између кућа и дворишта да би осамдесетих година 20. века, интервенцијом градских власти, његов ток био пресељен под земљу — у бетонске цеви. Након подземног тока у дужини од 1.800 метара овај крак Неродимке поново излази на светлост дана и после једног километра површинског тока улива се — у Стару реку, односно у онај (десни) крак Неродимке који се одвојио код бране на Балићком Пландишту. Од тог места заједно настављају пут ка Лепенцу и Егејском мору. Ово рачвање и поновно спајање није необично код река, али је веома интересантно да се не помиње год географа који су проучавали Неродимку и њен релативно кратак ток.
Међутим, бифуркација Неродимке, била она вештачка или не, престала је да постоји као феномен у другој половини 20. века. Наиме, вероватно због потребе неке воденице за водом, а можда и обичног немара људи, дно леве рачве код Теразије је подигнуто у односу на матични ток, па је корито црноморског крака до некадашњег ушћа у језеро, у дужини од око 1.000 метара — пресушило. Захваљујући околности да је дно језера нагнуто ка северу и да су Сазлијска река и Сливовка наставиле да снабдевају водом остатак тока реке, она је ипак наставила да тече ка Ситници и Црном мору. Али, због овог прекида водотока Неродимка је престала да буде део Црноморског слива, па се више није могло говорити о бифуркацији.
Иначе, бифуркација Неродимке први пут се помиње 1321. у Грачаничкој повељи краља Милутина. Дуго је сматрана природном. Мишљење географа о природном постанку бифуркације први доводи у сумњу Бранислав Нушић, на основу вештачки прокопаног јаза којим Неродимка тече. Из истог разлога и Јован Цвијић је ову бифуркацију назвао вештачком. Касније, када се лично уверио да је пре вештачких радова од Неродимке према Сазлији постојао спор водоток, изнео је мишљење да је она природна бифуркација дотерана људском руком. Међутим, према испитивањима Анастасија Урошевића, бифуркација Неродимке је вештачка творевина заснована на природној предиспозицији. Подизање бране у речном кориту и прокопавање новог тока којим је део реке спроведен у Ситницу, било је могуће само захваљујући природним карактеристикама терена, тј. чињеници да река тече дуж развођа два слива и да је минималном интервенцијом човека речни ток могао бити усмерен у жељеном правцу. Зато је најправилније рећи да је ова бифуркација настала сарадњом човека и природе. Али, да би се овај ретки феномен поново оживео, потребно је извести неопходне регулационе радове како би се речни ток вратио у раније корито. Без тога, тврдња да је Неродимка река чија вода тече у два мора — просто је нетачна.